# Savarthès
Savarthès est une commune française située dans l'ouest du département de la Haute-Garonne en région Occitanie.
Sur le plan historique et culturel, la commune est dans le pays de Comminges, correspondant à l’ancien comté de Comminges, circonscription de la province de Gascogne située sur les départements actuels du Gers, de la Haute-Garonne, des Hautes-Pyrénées et de l'Ariège. Exposée à un climat océanique altéré, elle est drainée par le Soumès et par divers autres petits cours d'eau.
Savarthès est une commune rurale qui compte 195 habitants en 2022, après avoir connu une forte hausse de la population depuis 1975. Elle est dans l'agglomération de Saint-Gaudens et fait partie de l'aire d'attraction de Saint-Gaudens. Ses habitants sont appelés les Savarthésois ou  Savarthésois.

## Géographie

### Localisation
La commune de Savarthès se trouve dans le département de la Haute-Garonne, en région Occitanie.
Elle se situe à 74 km à vol d'oiseau de Toulouse, préfecture du département, et à 7 km de Saint-Gaudens, sous-préfecture.
Les communes les plus proches sont : 
Landorthe (2,2 km), Estancarbon (2,4 km), Saint-Médard (2,5 km), Labarthe-Inard (2,9 km), Pointis-Inard (3,9 km), Castillon-de-Saint-Martory (4,6 km), Sepx (4,7 km), Beauchalot (5,3 km).
Sur le plan historique et culturel, Savarthès fait partie du pays de Comminges, correspondant à l’ancien comté de Comminges, circonscription de la province de Gascogne située sur les départements actuels du Gers, de la Haute-Garonne, des Hautes-Pyrénées et de l'Ariège.
Savarthès est limitrophe de quatre autres communes.
Les communes limitrophes sont  Estancarbon, Labarthe-Inard, Landorthe et Saint-Médard.
|           | Saint-Médard |                |
| Landorthe | Savarthès    | Labarthe-Inard |
|           | Estancarbon  |                |

### Paysages

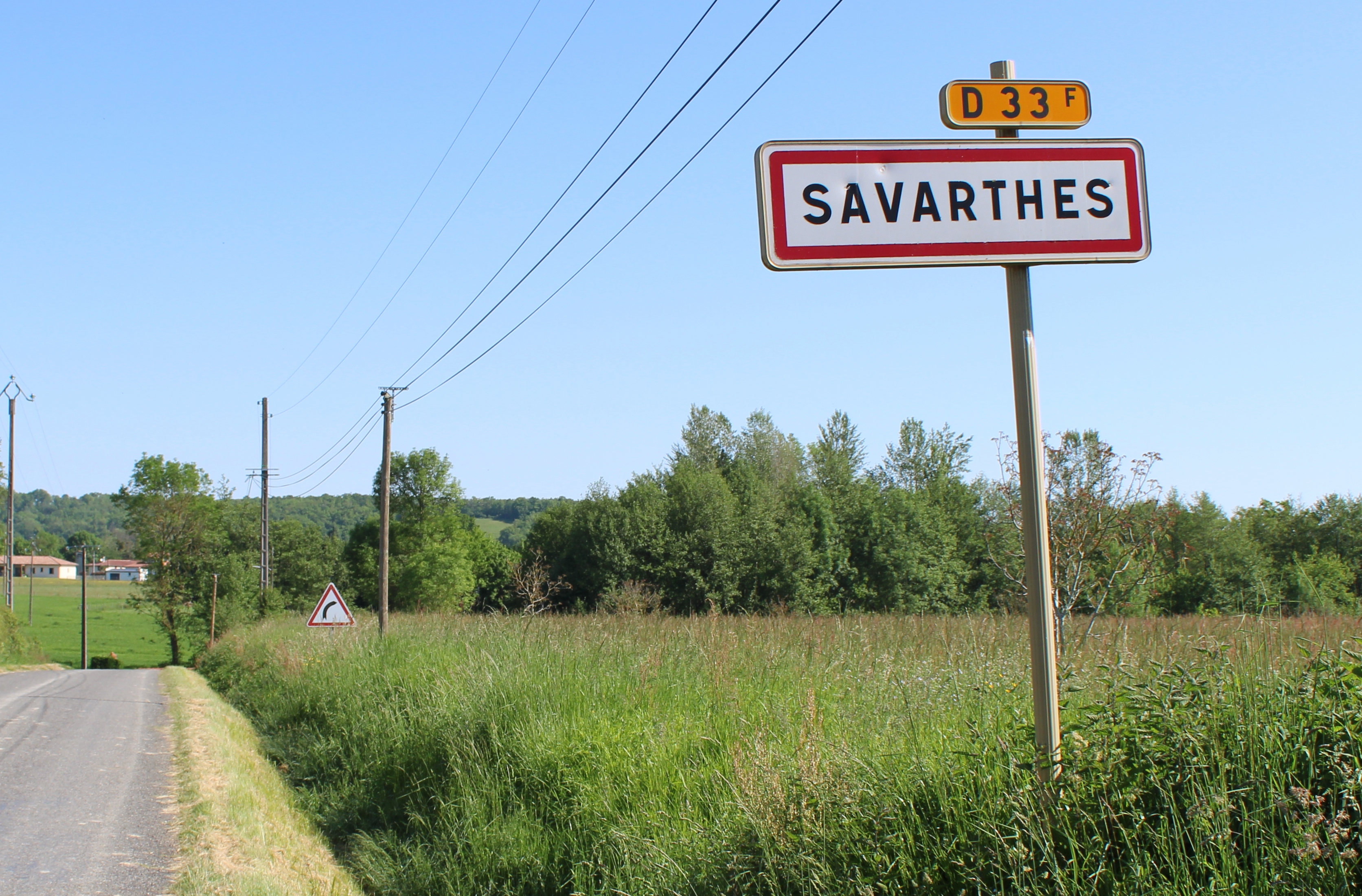
Entrée du village.
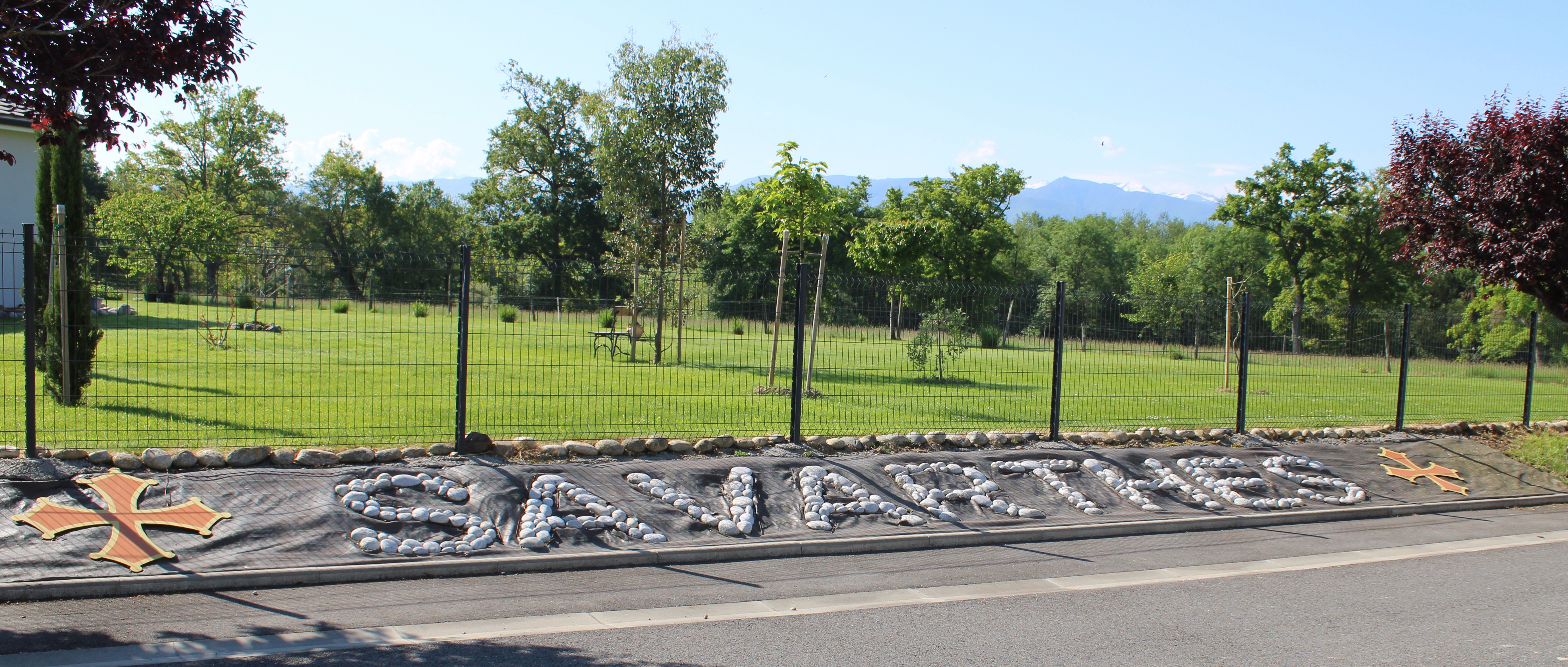
Le nom du village écrit avec des galets.

### Géologie et relief
La superficie de la commune est de 305 hectares ; son altitude varie de 337  à   440 mètres.

### Hydrographie

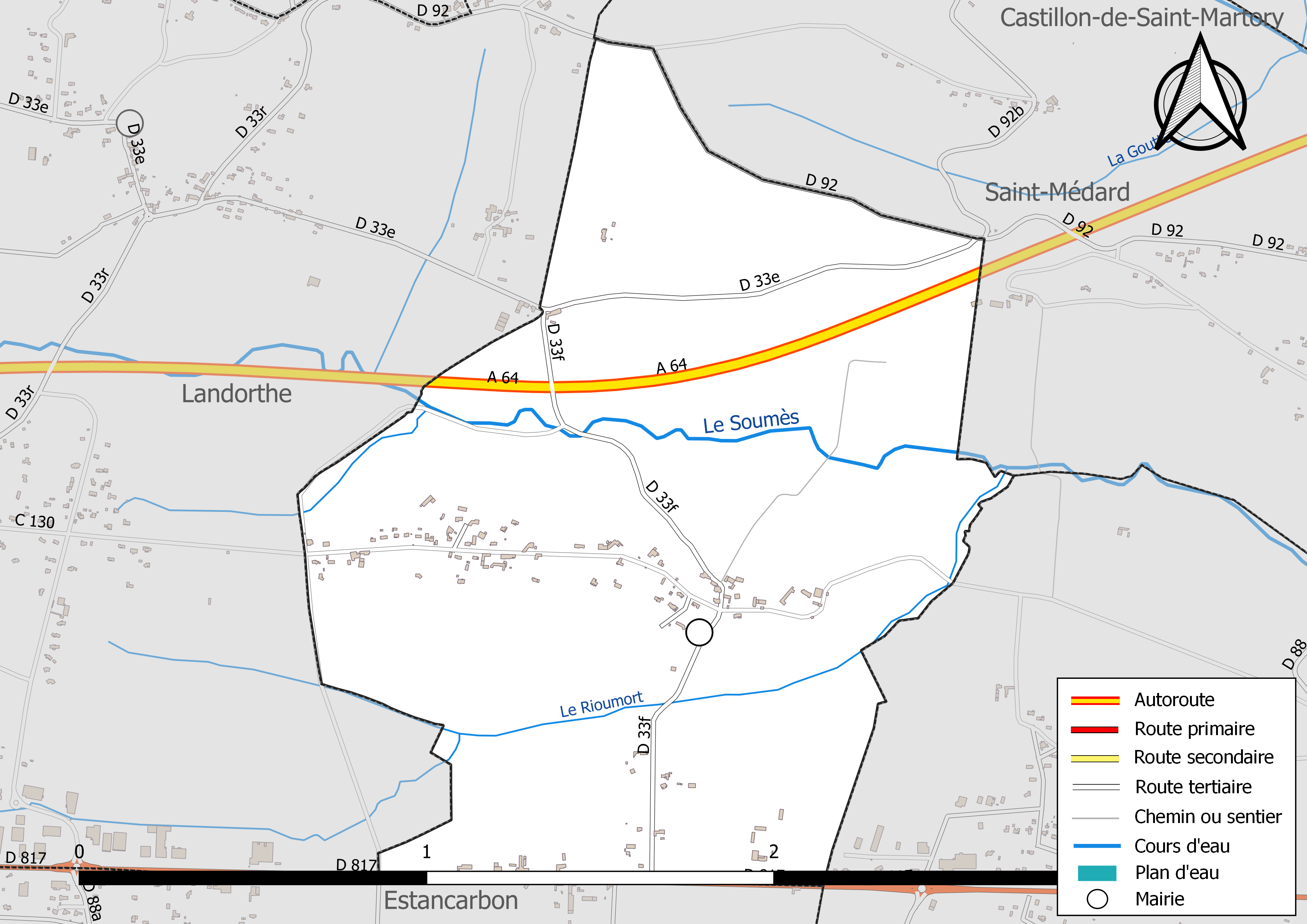
Réseaux hydrographique et routier de Savarthès.

La commune est dans le bassin de la Garonne, au sein du bassin hydrographique Adour-Garonne. Elle est drainée par le Soumès, le Rioumort et par deux petits cours d'eau, constituant un réseau hydrographique de 4 km de longueur totale,.
Le Soumès, d'une longueur totale de 17,1 km, prend sa source dans la commune de Saint-Gaudens et s'écoule d'ouest en est. Il traverse la commune et se jette dans la Garonne à Beauchalot, après avoir traversé 6 communes.

### Climat
Pour des articles plus généraux, voir Climat de l'Occitanie et Climat de la Haute-Garonne.
En 2010, le climat de la commune est de type climat océanique altéré, selon une étude s'appuyant sur une série de données couvrant la période 1971-2000. En 2020, Météo-France publie une typologie des climats de la France métropolitaine dans laquelle la commune est exposée à un climat de montagne ou de marges de montagne et est dans la région climatique Pyrénées centrales, caractérisée par une pluviométrie annuelle de 1 000 à 1 200 mm.
Pour la période 1971-2000, la température annuelle moyenne est de 12,4 °C, avec une amplitude thermique annuelle de 14,8 °C. Le cumul annuel moyen de précipitations est de 918 mm, avec 9,3 jours de précipitations en janvier et 6,7 jours en juillet. Pour la période 1991-2020, la température moyenne annuelle observée sur la station météorologique la plus proche, située sur la commune de Clarac à 15 km à vol d'oiseau, est de 12,5 °C et le cumul annuel moyen de précipitations est de 804,9 mm,. Pour l'avenir, les paramètres climatiques de la commune estimés pour 2050 selon différents scénarios d’émission de gaz à effet de serre sont consultables sur un site dédié publié par Météo-France en novembre 2022.

### Milieux naturels et biodiversité
Aucun espace naturel présentant un intérêt patrimonial n'est recensé sur la commune dans l'inventaire national du patrimoine naturel,,.

## Urbanisme

### Typologie
Au 1er janvier 2024, Savarthès est catégorisée commune rurale à habitat dispersé, selon la nouvelle grille communale de densité à sept niveaux définie par l'Insee en 2022.
Elle appartient à l'unité urbaine de Saint-Gaudens, une agglomération intra-départementale regroupant sept  communes, dont elle est une commune de la banlieue,,. Par ailleurs la commune fait partie de l'aire d'attraction de Saint-Gaudens, dont elle est une commune de la couronne,. Cette aire, qui regroupe 85 communes, est catégorisée dans les aires de moins de 50 000 habitants,.

### Occupation des sols
L'occupation des sols de la commune, telle qu'elle ressort de la base de données européenne d’occupation biophysique des sols Corine Land Cover (CLC), est marquée par l'importance des territoires agricoles (95,6 % en 2018), une proportion sensiblement équivalente à celle de 1990 (95,7 %). La répartition détaillée en 2018 est la suivante : 
zones agricoles hétérogènes (75,3 %), terres arables (20,3 %), forêts (4,3 %), zones industrielles ou commerciales et réseaux de communication (0,1 %). L'évolution de l’occupation des sols de la commune et de ses infrastructures peut être observée sur les différentes représentations cartographiques du territoire : la carte de Cassini (XVIIIe siècle), la carte d'état-major (1820-1866) et les cartes ou photos aériennes de l'IGN pour la période actuelle (1950 à aujourd'hui).

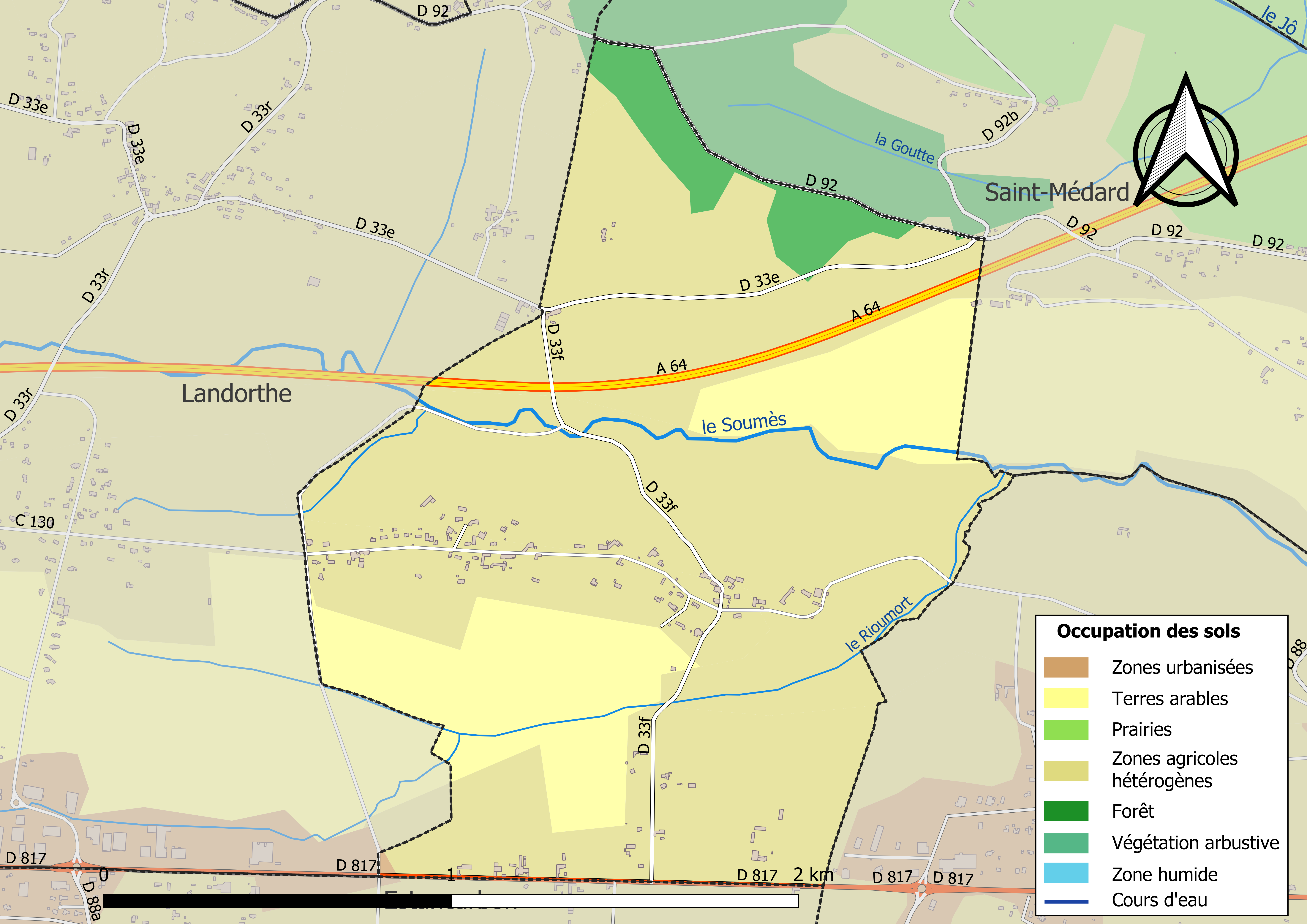
Carte des infrastructures et de l'occupation des sols de la commune en 2018 (CLC).

### Voies de communication et transports
Accès par l'autoroute A64 sortie no 18 et avec le réseau Arc-en-ciel ainsi qu'en gare de Saint-Gaudens.

### Risques majeurs
Le territoire de la commune de Savarthès est vulnérable à différents aléas naturels : météorologiques (tempête, orage, neige, grand froid, canicule ou sécheresse) et séisme (sismicité modérée). Un site publié par le BRGM permet d'évaluer simplement et rapidement les risques d'un bien localisé soit par son adresse soit par le numéro de sa parcelle.

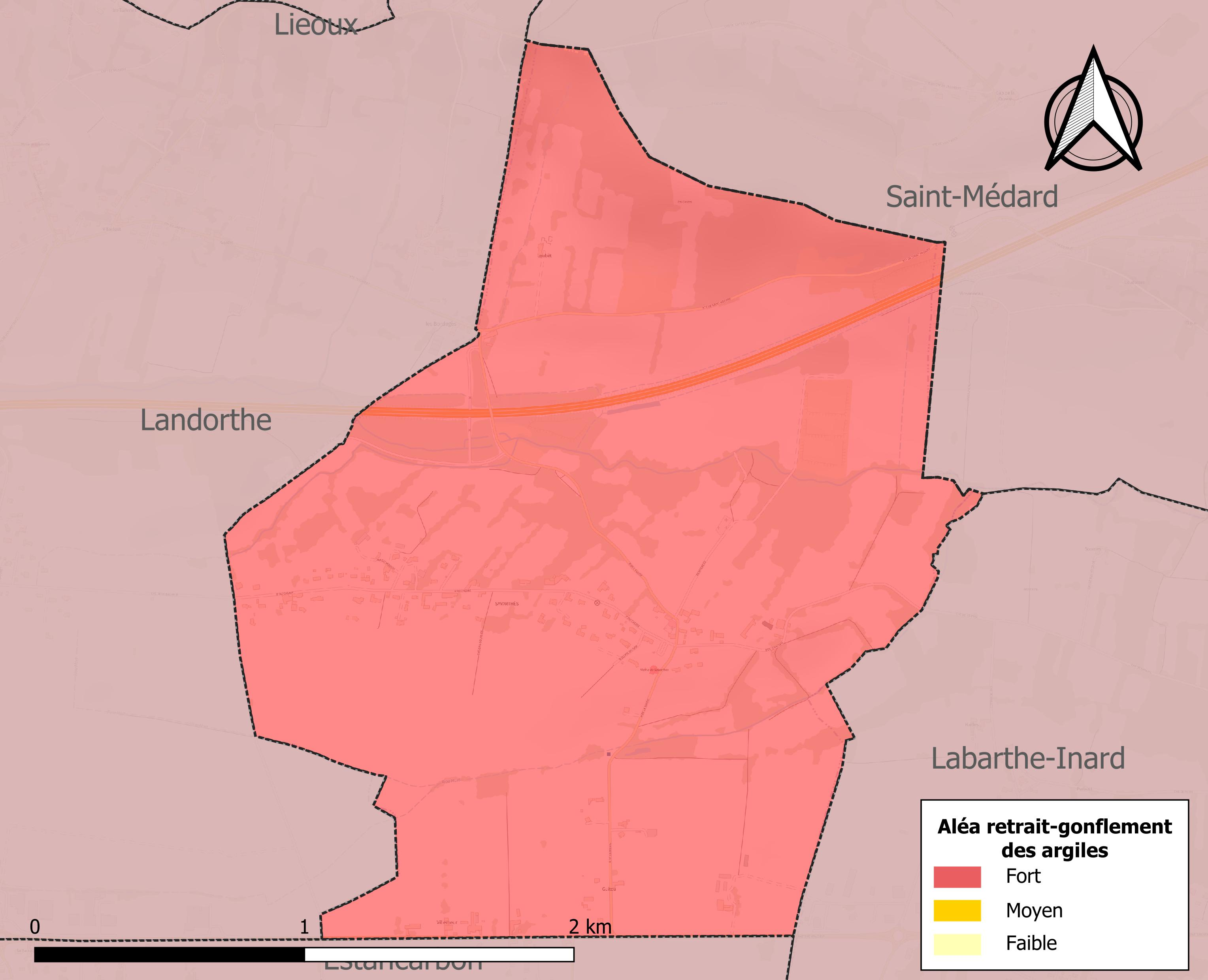
Carte des zones d'aléa retrait-gonflement des sols argileux de Savarthès.

Le retrait-gonflement des sols argileux est susceptible d'engendrer des dommages importants aux bâtiments en cas d’alternance de périodes de sécheresse et de pluie. La totalité de la commune est en aléa moyen ou fort (88,8 % au niveau départemental et 48,5 % au niveau national). Sur les 79 bâtiments dénombrés sur la commune en 2019, 79 sont en aléa moyen ou fort, soit 100 %, à comparer aux 98 % au niveau départemental et 54 % au niveau national. Une cartographie de l'exposition du territoire national au retrait gonflement des sols argileux est disponible sur le site du BRGM,.
Par ailleurs, afin de mieux appréhender le risque d’affaissement de terrain, l'inventaire national des cavités souterraines permet de localiser celles situées sur la commune.
Concernant les mouvements de terrains, la commune a été reconnue en état de catastrophe naturelle au titre des dommages causés par la sécheresse en 1989 et 2003 et par des mouvements de terrain en 1999.

## Histoire
|  |

La carte de Cassini ci-contre montre qu'au milieu du XVIIIè siècle, Savarthès  n'était qu'un hameau et ne possédait donc pas d'église. Il était rattaché à la paroisse de Ladorthe où étaient enregistrés les mariages, naissances et décès.
Ce n'est qu'à partir de 1773 que Savarthès est devenu une paroisse. Le premier acte enregistré est un décès survenu le 19 janvier 1773.
 L'église du village  a donc été construite un peu avant cette date.

Le hameau est situé au sud du ruisseau Saumès (aujourd'hui appelé Soumès) sur lequel fonctionnait un moulin à eau.

Au nord, le hameau Bourdages existe en core de nos jours sous le nom de : Les Bordages.
Au sud est représenté le Chemin de St-Gaudens à St-Martory, aujourd'hui D 817.

## Politique et administration

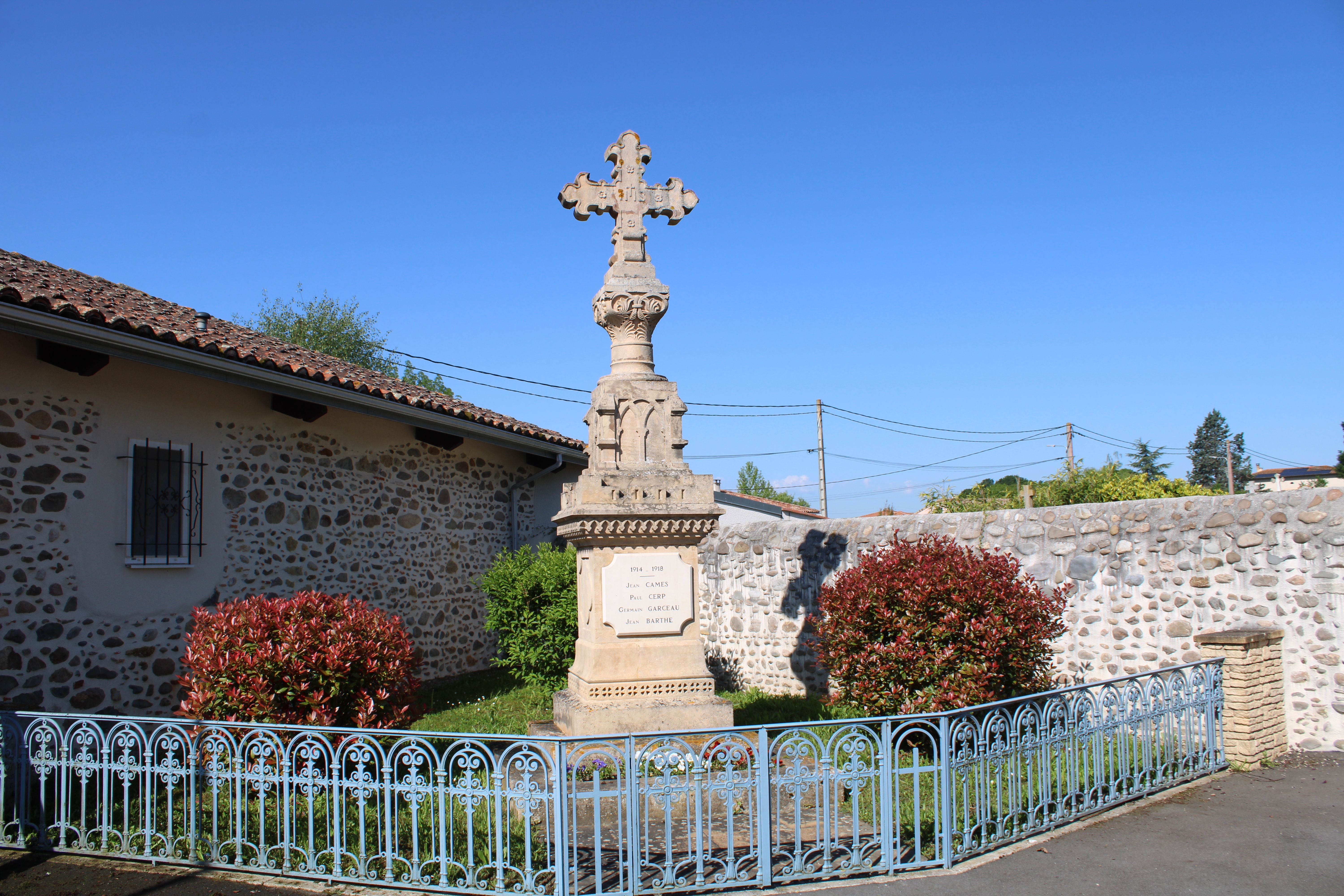
Le monument aux morts.

### Rattachements administratifs et électoraux
Commune faisant partie de la huitième circonscription de la Haute-Garonne, de la communauté de communes Cœur et Coteaux de Comminges et du canton de Saint-Gaudens. Avant le 1er janvier 2017, Savarthès faisait partie de la communauté de communes du Saint-Gaudinois.
La commune est également membre du SIVOM de Saint-Gaudens Montréjeau Aspet Magnoac.

### Liste des maires
| Période                                  | Période  | Identité      | Étiquette | Qualité  |
| ---------------------------------------- | -------- | ------------- | --------- | -------- |
| mars 1974                                |          | José Pagès    | pcf       | Retraité |
| mars 2020                                | En cours | Martine Gilly |           |          |
| Les données manquantes sont à compléter. |          |               |           |          |

## Population et société

### Démographie
| 1793 | 1800 | 1806 | 1821 | 1831 | 1836 | 1841 | 1846 | 1851 |
| ---- | ---- | ---- | ---- | ---- | ---- | ---- | ---- | ---- |
| 248  | 163  | 221  | 231  | 274  | 260  | 264  | 236  | 260  |

| 1856 | 1861 | 1866 | 1872 | 1876 | 1881 | 1886 | 1891 | 1896 |
| ---- | ---- | ---- | ---- | ---- | ---- | ---- | ---- | ---- |
| 234  | 235  | 204  | 251  | 208  | 210  | 212  | 187  | 178  |

| 1901 | 1906 | 1911 | 1921 | 1926 | 1931 | 1936 | 1946 | 1954 |
| ---- | ---- | ---- | ---- | ---- | ---- | ---- | ---- | ---- |
| 178  | 174  | 151  | 156  | 137  | 123  | 140  | 115  | 117  |

| 1962 | 1968 | 1975 | 1982 | 1990 | 1999 | 2006 | 2011 | 2016 |
| ---- | ---- | ---- | ---- | ---- | ---- | ---- | ---- | ---- |
| 113  | 117  | 99   | 98   | 105  | 122  | 126  | 163  | 171  |

| 2021 | 2022 | - | - | - | - | - | - | - |
| ---- | ---- | - | - | - | - | - | - | - |
| 190  | 195  | - | - | - | - | - | - | - |

| selon la population municipale des années : | 1968 | 1975 | 1982 | 1990 | 1999 | 2006 | 2009 | 2013 |
| Rang de la commune dans le département      | 243  | 174  | 199  | 198  | 202  | 215  | 219  | 212  |
| Nombre de communes du département           | 592  | 582  | 586  | 588  | 588  | 588  | 589  | 589  |

### Enseignement
Savarthès fait partie de l'académie de Toulouse.
L'éducation est assurée par un regroupement pédagogique intercommunal avec les communes Landorthe et Estancarbon pour les classes de la maternelle au primaire.

## Économie

### Revenus
En 2018  (données Insee publiées en septembre 2021), la commune compte 76 ménages fiscaux, regroupant 194 personnes. La médiane du revenu disponible par unité de consommation est de 23 000 € (23 140 € dans le département).

### Emploi
|                | 2008  | 2013  | 2018  |
| -------------- | ----- | ----- | ----- |
| Commune        | 3,4 % | 3,8 % | 8 %   |
| Département    | 7,7 % | 9,6 % | 9,3 % |
| France entière | 8,3 % | 10 %  | 10 %  |

En 2018, la population âgée de 15 à 64 ans s'élève à 115 personnes, parmi lesquelles on compte 86,6 % d'actifs (78,6 % ayant un emploi et 8 % de chômeurs) et 13,4 % d'inactifs,. Depuis 2008, le taux de chômage communal (au sens du recensement) des 15-64 ans est inférieur à celui de la France et du département.
La commune fait partie de la couronne de l'aire d'attraction de Saint-Gaudens, du fait qu'au moins 15 % des actifs travaillent dans le pôle,. Elle compte 14 emplois en 2018, contre 15 en 2013 et 12 en 2008. Le nombre d'actifs ayant un emploi résidant dans la commune est de 91, soit un indicateur de concentration d'emploi de 15,8 % et un taux d'activité parmi les 15 ans ou plus de 73,5 %.
Sur ces 91 actifs de 15 ans ou plus ayant un emploi, 8 travaillent dans la commune, soit 9 % des habitants. Pour se rendre au travail, 90,9 % des habitants utilisent un véhicule personnel ou de fonction à quatre roues, 1,1 % les transports en commun, 3,4 % s'y rendent en deux-roues, à vélo ou à pied et 4,5 % n'ont pas besoin de transport (travail au domicile).

### Activités hors agriculture
8 établissements sont implantés  à Savarthès au 31 décembre 2019.
Le secteur des autres activités de services est prépondérant sur la commune puisqu'il représente 25 % du nombre total d'établissements de la commune (2 sur les 8 entreprises implantées  à Savarthès), contre 7,9 % au niveau départemental.

### Agriculture
|               | 1988 | 2000 | 2010 | 2020 |
| ------------- | ---- | ---- | ---- | ---- |
| Exploitations | 12   | 6    | 2    | 3    |
| SAU (ha)      | 212  | 177  | 159  | 142  |

La commune est dans les « Coteaux de Gascogne », une petite région agricole occupant une partie ouest du département de la Haute-Garonne, constitué d'un relief de cuestas et de vallées peu profondes, creusés par les rivières issues du massif pyrénéen, avec une activité de polyculture et d’élevage. En 2020, l'orientation technico-économique de l'agriculture  sur la commune est la polyculture et/ou le polyélevage. Trois exploitations agricoles ayant leur siège dans la commune sont dénombrées lors du recensement agricole de 2020 (12 en 1988). La superficie agricole utilisée est de 142 ha,,.

## Culture locale et patrimoine

### Lieux et monuments

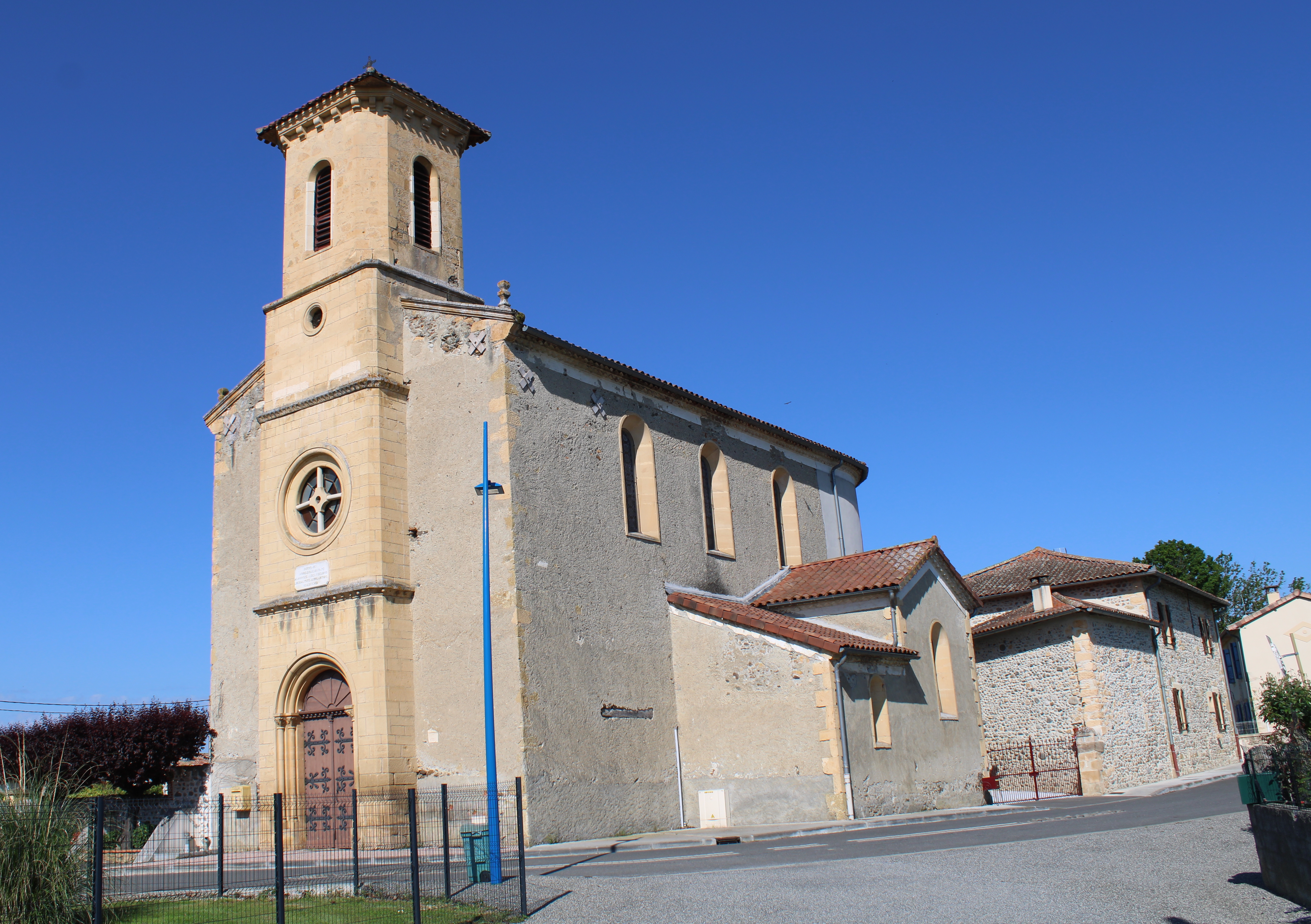
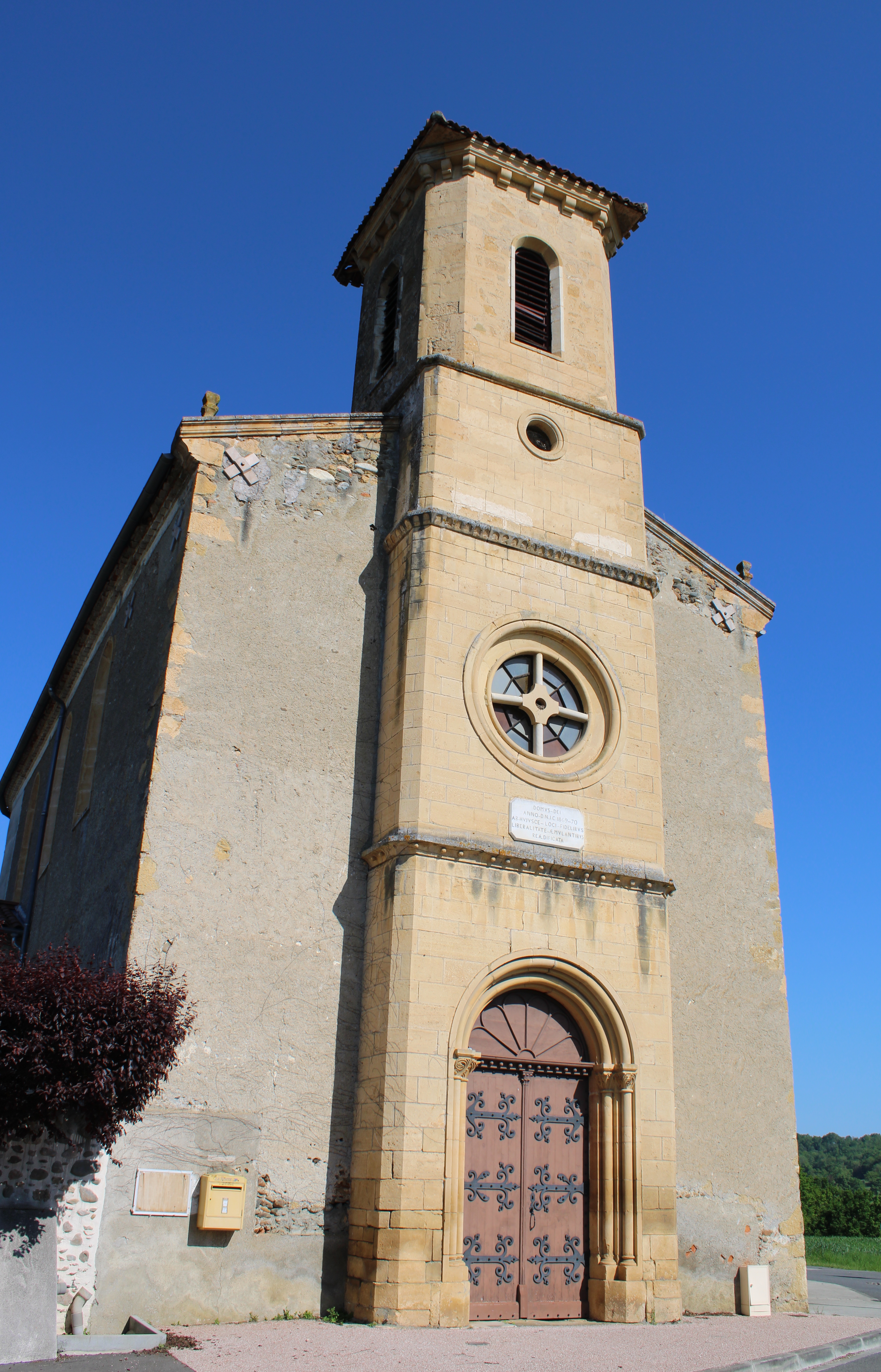
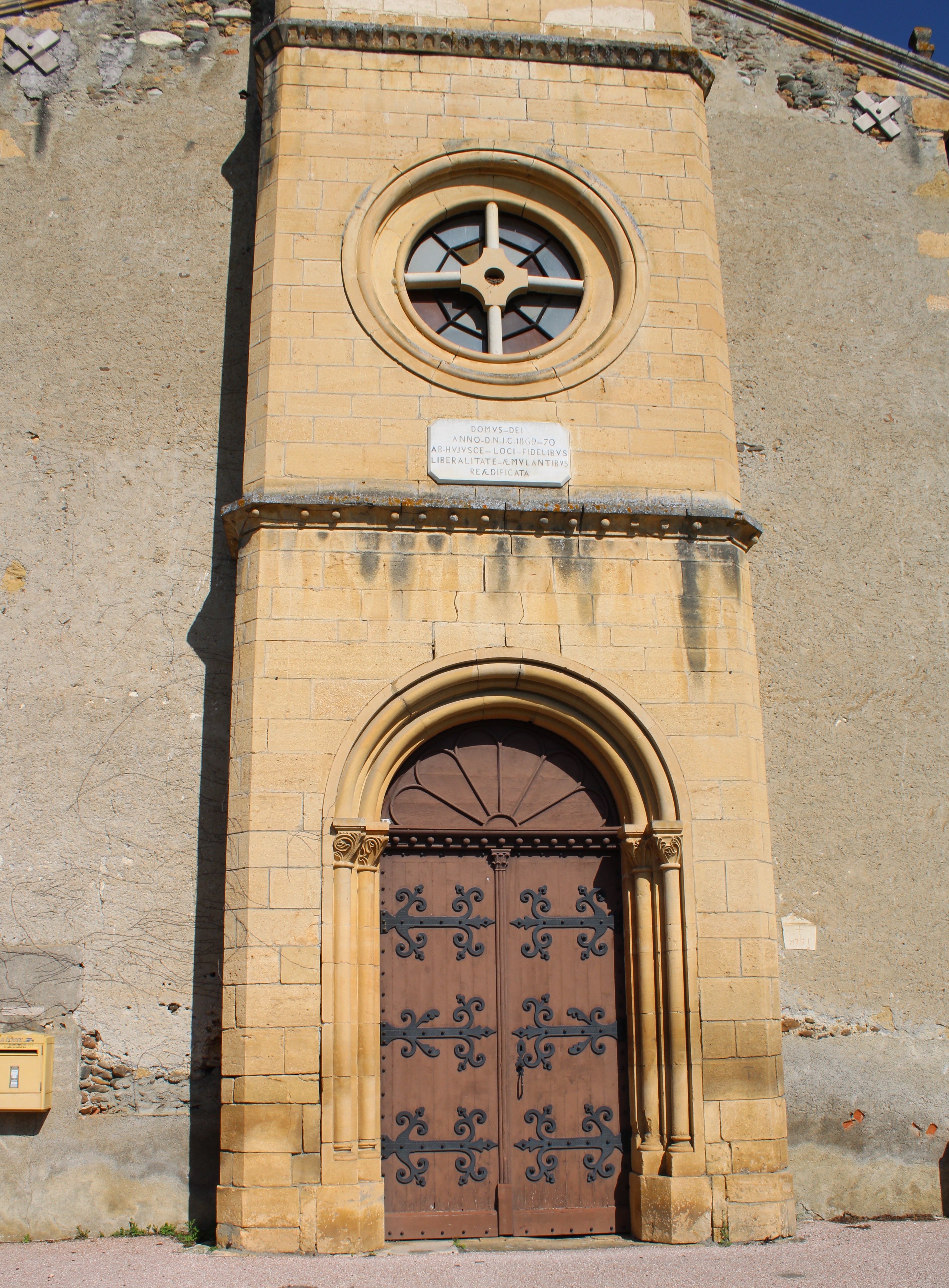
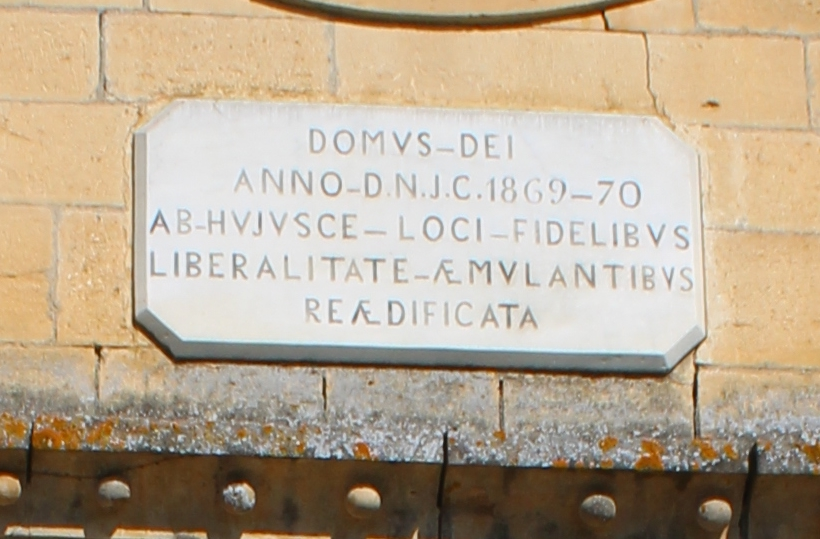

- Église Saint-Bernard.

### Galerie

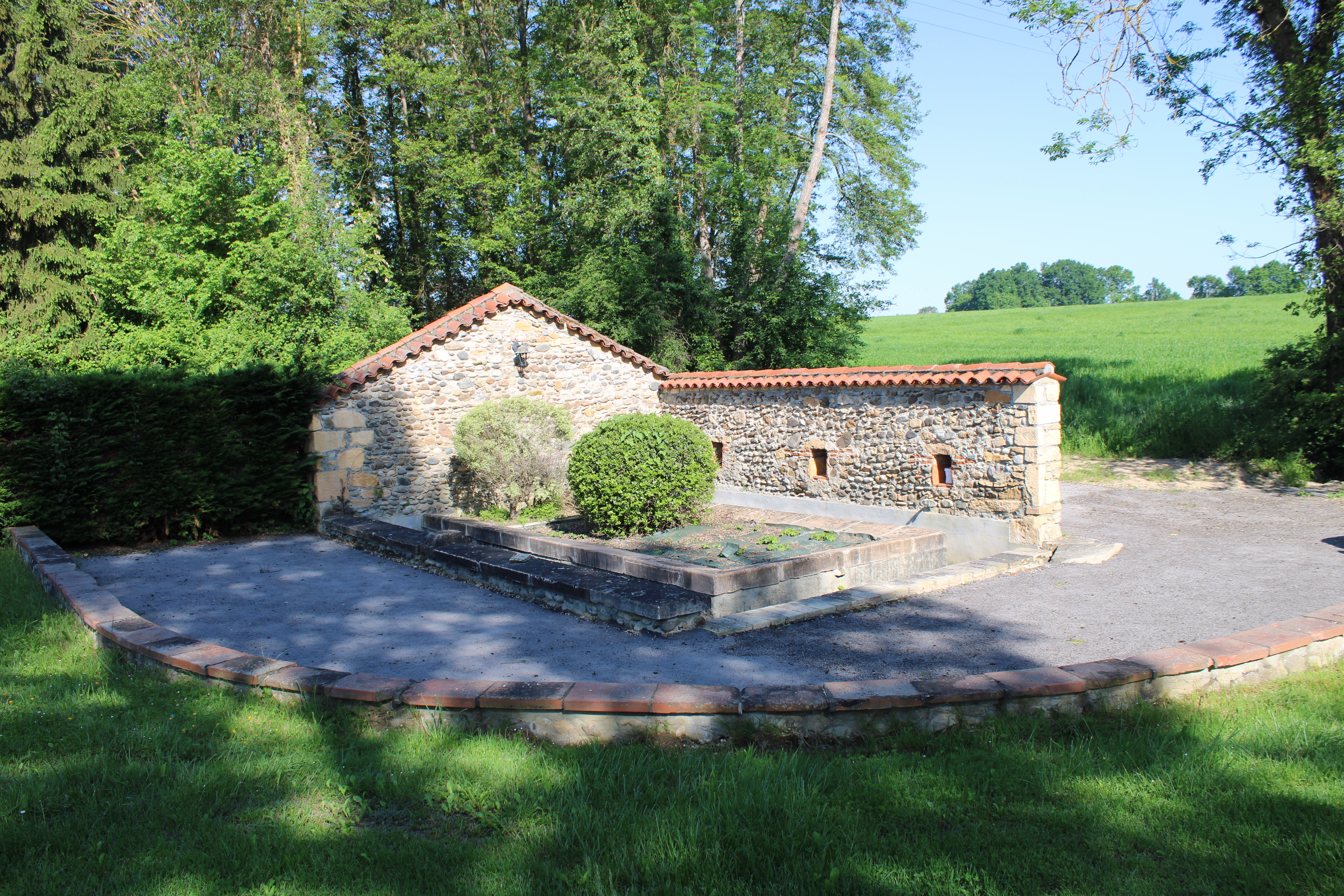
Ancien lavoir.
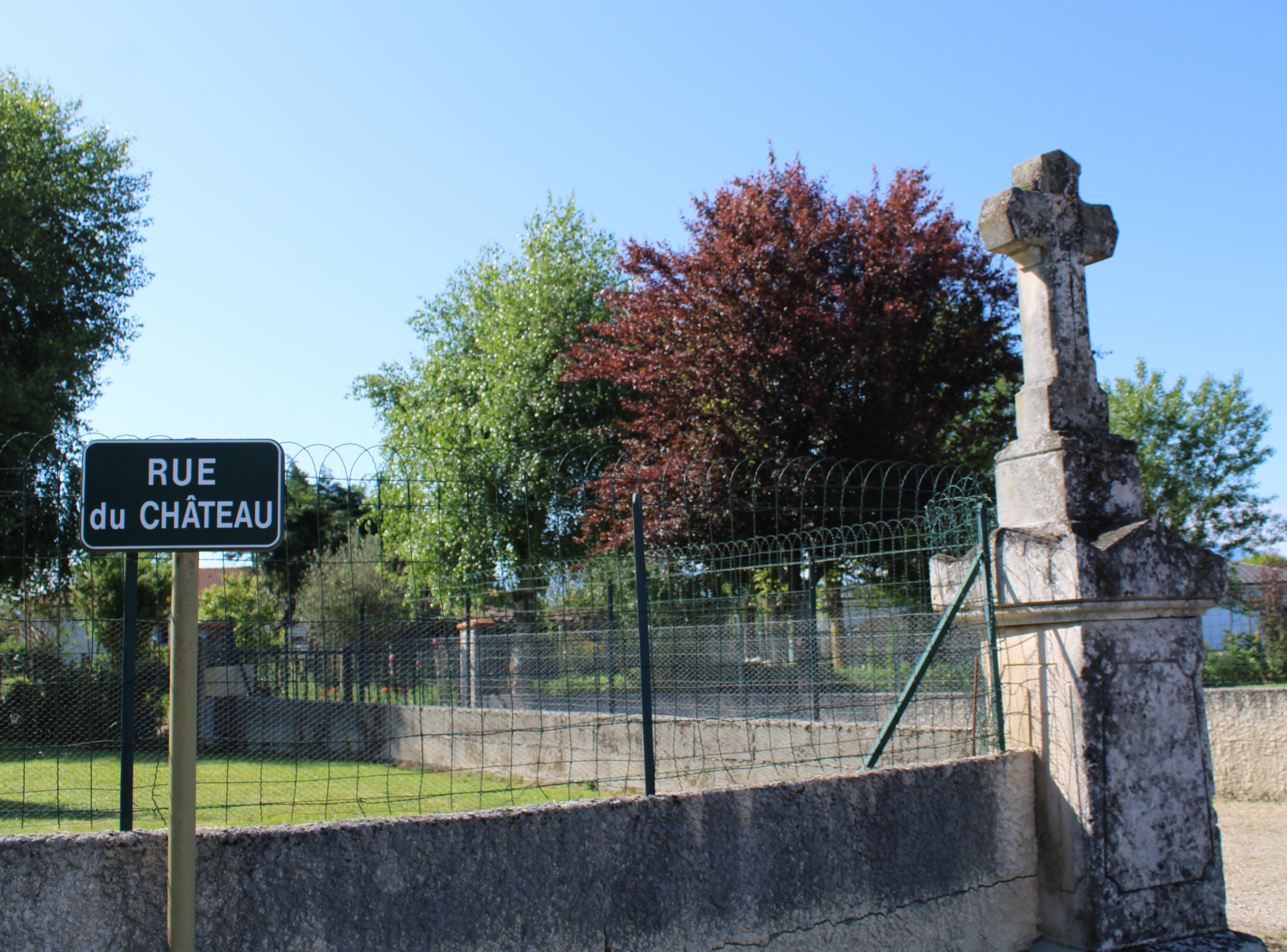
Croix de chemin.
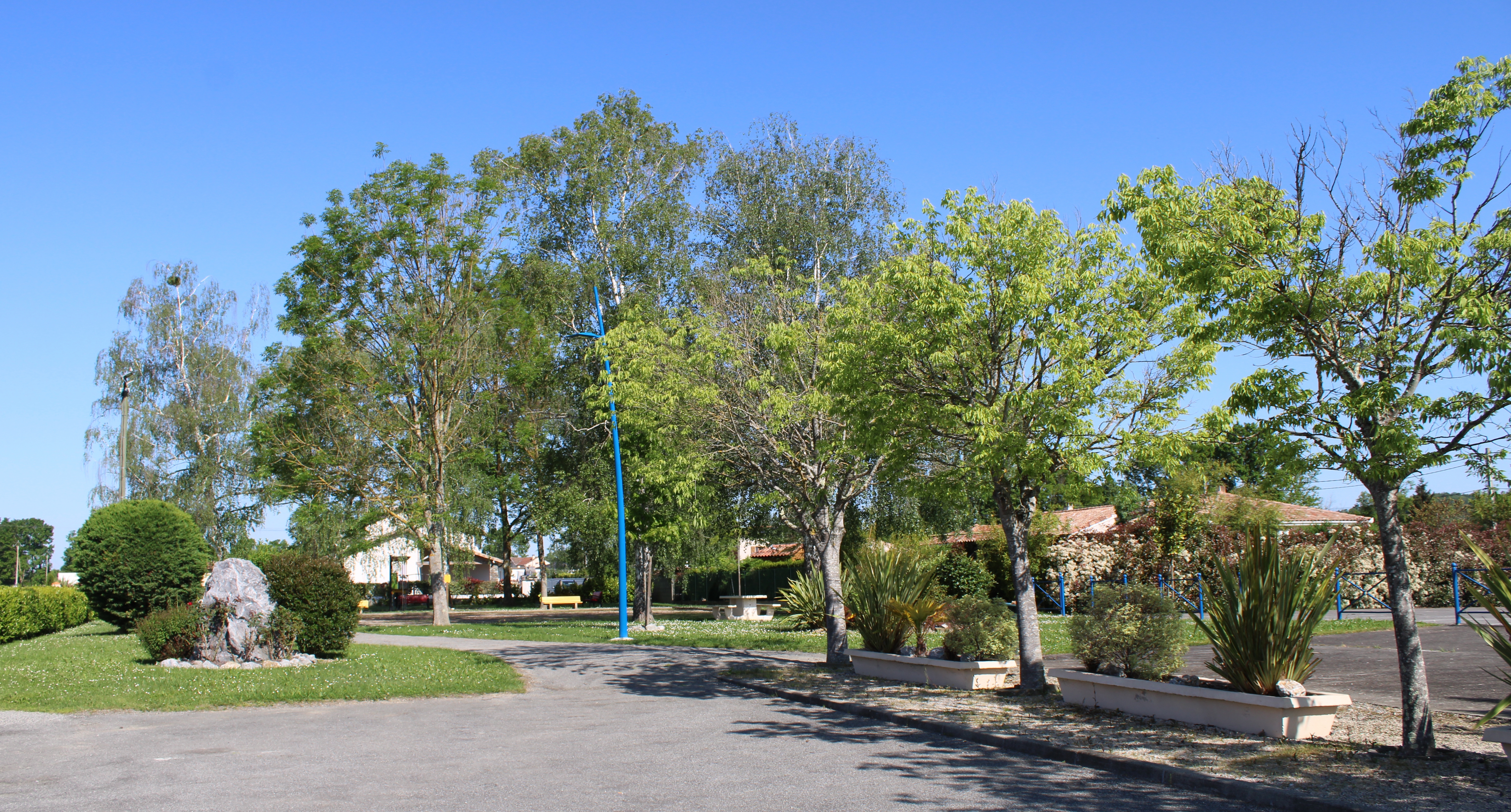
La place.
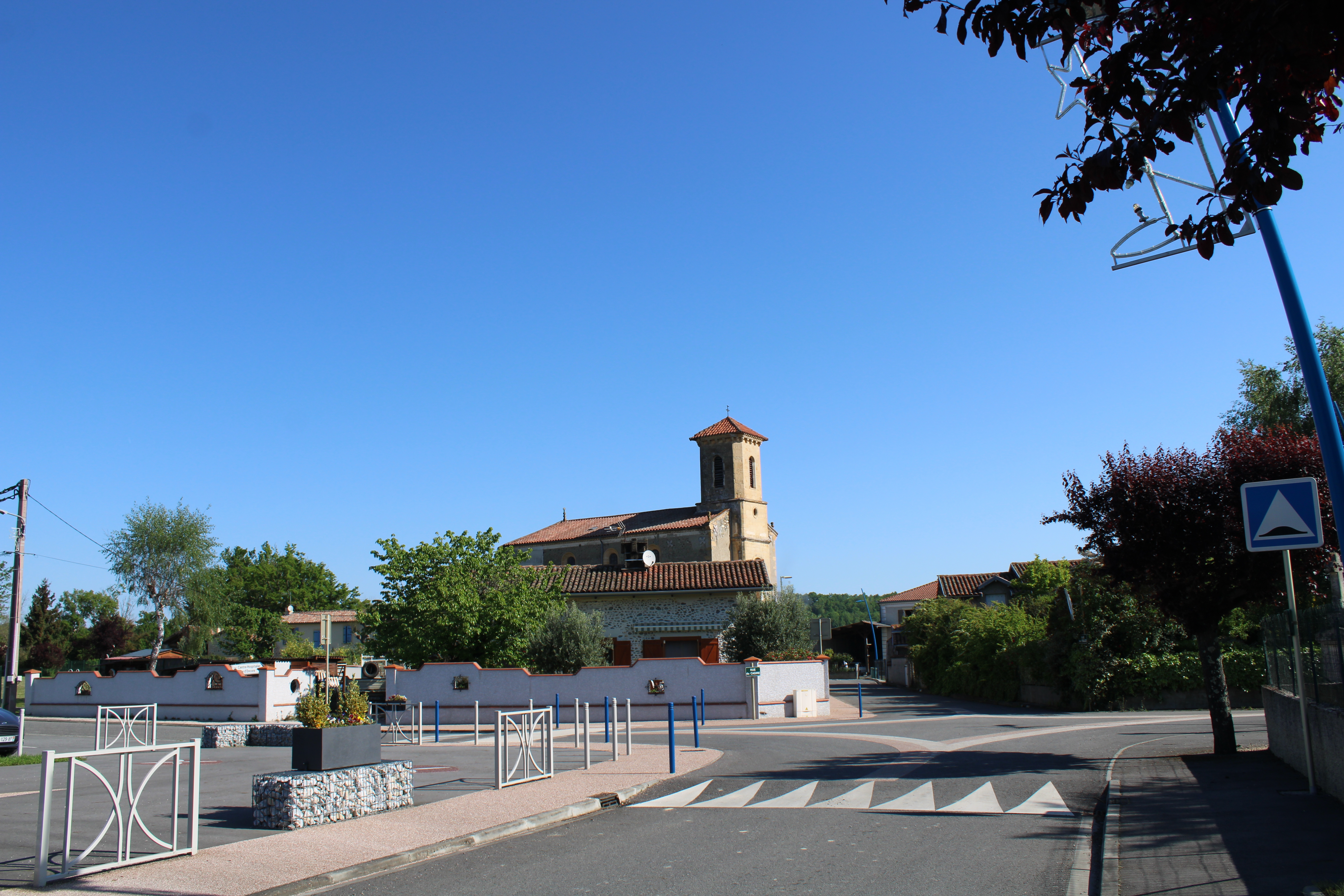
Vue du village.